# Zoothera dauma
El zorzal dorado del Himalaya (Zoothera dauma) es una especie de ave paseriforme de la familia Turdidae nativa de Asia. 

## Distribución y hábitat

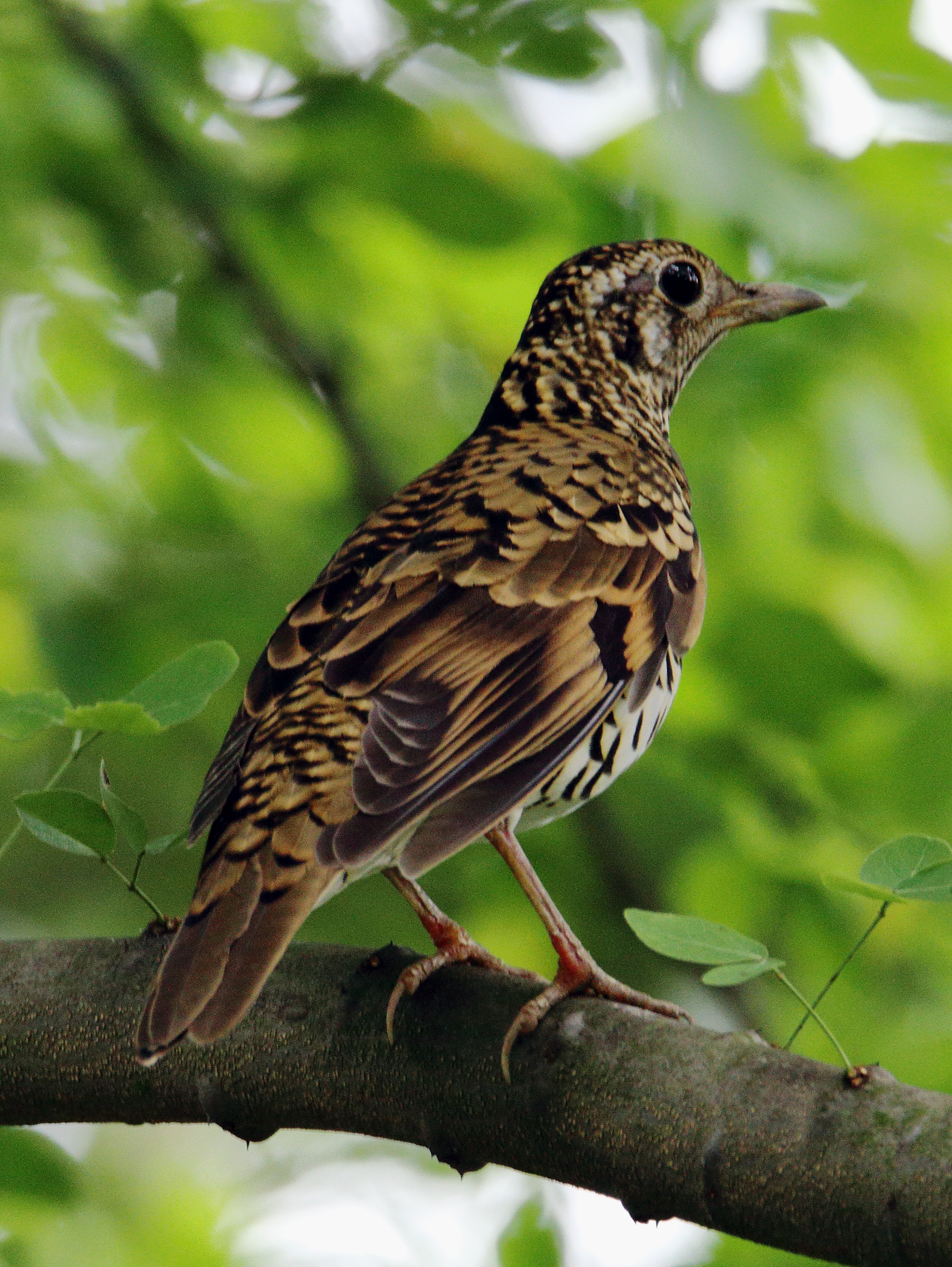
En Bengala occidental.

Esta ave cría en bosques de coníferas, principalmente en el Himalaya y este de Asia, y en bosques de montaña del sudeste asiático. Las razas norteñas son migratorias, y la mayoría de los individuos se trasladan a bosques tropicales del sudeste de Asia durante el invierno. Muy raramente, puede divagar hacia Europa occidental. En España ha sido observado en 3 ocasiones: en 1912 (Menorca), en 1965 (Mallorca) y en 2020 (Vizcaya).

## Descripción
Ambos sexos son similares; miden entre 27 y 31 cm de largo y son de color oscuro, con motes de blanco o amarillo pálido. Su característica identificativa más notoria durante el vuelo es la banda negra sobre la parte inferior de las alas blanca, similar a la del zorzal siberiano. El canto del macho es un silbido rápido, mecánico y ruidoso, con pausas de entre cinco y diez segundos entre cada "frase", de un segundo de duración cada una.

## Taxonomía

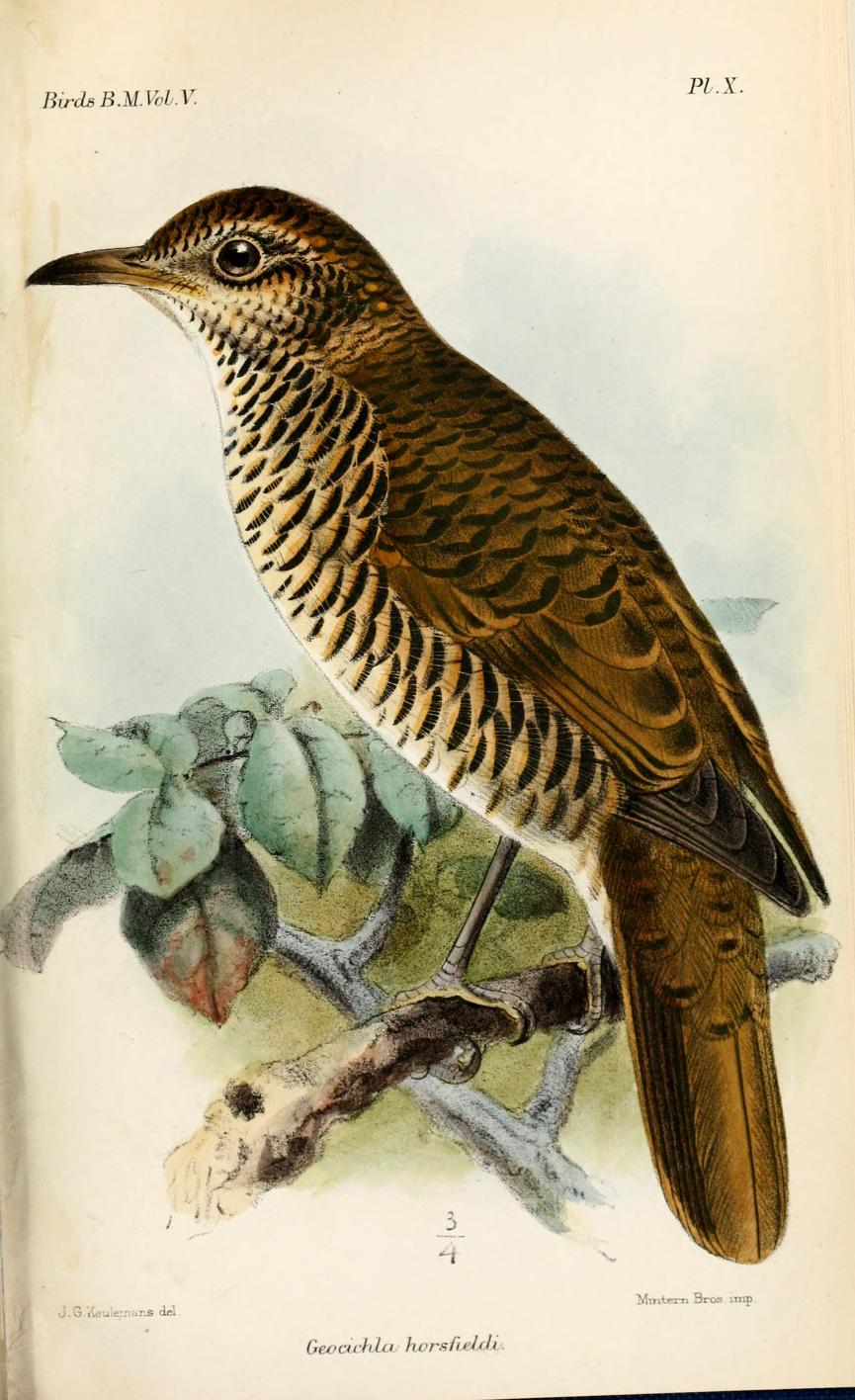
Subespecie Z. d. horsfieldi, ilustración de Keulemans, 1881.

La especie fue descrita científicamente en 1790 por el ornitólogo inglés John Latham, con el nombre binomial de Turdus dauma. Posteriormente fue trasladado al género Zoothera.
Varias antiguas subespecies del zorzal dorado del Himalaya se han separado y en la actualidad se clasifican como especies separadas: el zorzal de White (Zoothera aurea), especie migratoria siberiana y del noreste de Asia; el zorzal de las Nilgiri (Zoothera neilgherriensis), que habita en las montañas del sudoeste de la India; el zorzal dorado de Ceilán (Zoothera imbricata), endémica de los montes de Sri Lanka; y el zorzal de Amami (Zoothera major), endémica de las Islas Amami, del archipiélago Ryūkyū. Por ello el zorzal dorado del Himalaya se ha quedado con solo tres subespecies:
- Z. d. dauma - vive en el Himalaya, el sur China, y el norte de Indochina y migra hacia zonas más cálidas del sudeste asiático durante el invierno.
- Z. d. horsfieldi - reside en Indonesia en las islas de Sumatra, Java, Bali, Lombok y Sumbawa.
- Z. d. iriomotensis - endémica de la isla Iriomote, perteneciente a Japón.

La taxonomía de este grupo aún no se ha establedido definitivamente. Algunas de esta estas subespecies son muy similares y la identificación de algunas poblaciones, como las que habitan Taiwán, no es precisa.
También el zorzal de Tanimbar (Z. machiki), de Indonesia; el zorzal lunado (Z. lunulata), del sureste de Australia; y el zorzal de Heine (Z. heinei), de Australasia, en el pasado se incluyeron en Z. dauma, aunque fueron separados con anterioridad.

## Comportamiento
El zorzal dorado es muy tímido y prefiere estar rodeado de vegetación densa. Anida sobre los árboles, y pone de a tres o cuatro huevos (de color verde pálido) por nidada. Es omnívoro: se alimenta de varias clases de insectos, gusanos y frutos rojos.